# Lohues & the Louisiana Blues Club
Lohues & the Louisiana Blues Club is een bluesband met Daniël Lohues als muzikaal brein. De teksten zijn geschreven in het Drents.
In het voorjaar van 2003 richt Lohues de band Lohues & the Louisiana Blues Club op. Dit doet hij door in de Verenigde Staten met lokale Blues-artiesten een album op te nemen, getiteld Ja Boeh. Op dit album speelt ook zijn neef Marco Geerdink mee op rhythmgitaar. Van deze zoektocht naar de blues heeft Paul Ruven de documentaire Hoogste Tied Veur De Blues gemaakt. Deze ging in première op het Nederlands Filmfestival in Utrecht in 2003 en werd later uitgezonden door Het Uur van de Wolf.
Als de band vervolgens op tour gaat, vinden er enige wijzigingen plaats in de bezetting. In het voorjaar van 2005 wordt er een tweede album opgenomen dat de naam Grip krijgt. Hierop speelt ook Candy Dulfer mee op saxofoon.

## Discografie

### Albums
| Album met eventuele hitnotering(en) in de Nederlandse Album Top 100 | Datum van verschijnen | Datum van binnenkomst | Hoogste positie | Aantal weken | Opmerkingen |
| ------------------------------------------------------------------- | --------------------- | --------------------- | --------------- | ------------ | ----------- |
| Ja Boeh                                                             | 10-02-2003            |                       |                 |              |             |
| Grip                                                                | 29-06-2005            | 02-07-2005            | 42              | 13           |             |

### Singles
| Single met eventuele hitnotering(en) in de Nederlandse Top 40 | Datum van verschijnen | Datum van binnenkomst | Hoogste positie | Aantal weken | Opmerkingen                  |
| ------------------------------------------------------------- | --------------------- | --------------------- | --------------- | ------------ | ---------------------------- |
| Prachtig mooi (mar wat he'j der an)                           | 01-06-2003            | -                     | -               | -            |                              |
| Janine                                                        | 01-06-2004            | -                     | -               | -            | Gratis bij Grolsch Het Kanon |
| Doar knap ie nie van op                                       | 01-06-2004            | -                     | -               | -            |                              |
| Waailappe Blues                                               | 2005                  | -                     | -               | -            |                              |
| Zydeco                                                        | 2005                  | -                     | -               | -            |                              |

### Trivia
Er zijn nog twee nummers in omloop die op naam van de Louisiana Blues Club staan, maar niet op de CD's Grip en Ja Boeh zijn te vinden, te weten:
- Stan Meyers Blues: dit nummer is verschenen als bonustrack op de cd-single "Daor Knap Ie Nie Van Op". Het is al eens eerder uitgebracht als bonustrack op de Skik-single "Grachten Van Amsterdam", maar is niet met de Louisiana Blues Club opgenomen en ook niet met Skik. Het zijn Pim Kops op toetsen, Anthonie Broek op drums (beide van De Dijk), Marco Geerdink op slaggitaar en de rest is Lohues. Het nummer is speciaal geschreven voor- en geïnspireerd door Van God Los.
- Nils Holgersson Blues: opgenomen t.t.v. de opnamesessies van "Ja Boeh" en klinkt behoorlijk ruiger dan de uiteindelijk uitgebrachte versie op "Grip". Verscheen als bonustrack op de single "Prachtig Mooi".